# Zwijnen zonder parels
Zwijnen zonder parels is een album van de Vlaamse muziekgroep Katastroof. Het album werd uitgebracht in 1996.

## Tracklist
Alle muziek en teksten zijn geschreven door Jos Smos, tenzij anders aangegeven. 
| Nr. | Titel                                                       | Duur |
| --- | ----------------------------------------------------------- | ---- |
| 1.  | Ik zen ni goe                                               | 2:32 |
| 2.  | O waddist fijn (Tekst & muziek Zjuul Krapuul)               | 2:54 |
| 3.  | De buren                                                    | 2:54 |
| 4.  | Op den baaierd (Tekst & muziek Zjuul Krapuul)               | 1:46 |
| 5.  | Sjoklatte mokkes                                            | 3:03 |
| 6.  | Mama                                                        | 3:06 |
| 7.  | Zet 'm oep (Tekst & muziek Zjuul Krapuul)                   | 1:50 |
| 8.  | Dikke tette                                                 | 2:19 |
| 9.  | Bus vol Ollanders                                           | 3:25 |
| 10. | Kroeg                                                       | 2:15 |
| 11. | Daarboven in da vensterke (Volksmuziek, tekst van Jos Smos) | 2:59 |
| 12. | Ik mis oe                                                   | 2:05 |
| 13. | Johnny (Muziek; Erik De Weert en Jos Smos, tekst; Jos Smos) | 3:58 |